# Перший уряд Джузеппе Конте
Перший уряд Джузеппе Конте — 65-й уряд Італійської Республіки, з 1 червня 2018 року по 5 вересня 2019 року.
4 березня 2018 року в Італії відбулися парламентські вибори. Як наслідок, жоден з політичних таборів не отримав достатньої більшості в парламенті для формування уряду, що призвело до політичної кризи. Після тривалих переговорів, що відбулися 13 травня 2018 року, визначивши себе анти-засновницькою групою, «П'ятизірковий рух» (M5S) підписав програмну угоду з правою Північною лігою (LN). 21 травня лідери обох партій, як кандидат на посаду прем'єр-міністра, назвали Джузеппе Конте, незалежного адвоката, який співпрацював у виборчій кампанії з M5S . Через два дні президент Серджо Матарелла довірив йому місію створення нового уряду. Через чотири дні після призначення Джузеппе Конте подав у відставку через заперечення президента щодо призначення Паоло Савони міністром економіки..
28 травня 2018 р. Економіст Карло Коттареллі отримав місію зі створення технічного уряду. 31 травня президент погодився з партнерами по коаліції, що підтримує Джузеппе Конте, який знову був призначений прем'єр-міністром, і представив склад уряду, прийнятий главою держави (в якому Паоло Савона отримав іншу позицію). Новий кабінет розпочав роботу після присяги 1 червня 2018 року.
Секретарем уряду був Джанкарло Джорджетті. Наступний уряд — це Другий уряд Джузеппе Конте

## Склад уряду
| Посада                                                                                  | Ім'я та прізвище      | Політична партія                 |
| --------------------------------------------------------------------------------------- | --------------------- | -------------------------------- |
| Прем'єр-міністр                                                                         | Джузеппе Конте        | безпартійний (запропоновано M5S) |
| Віце-прем'єр, Міністр внутрішніх справ                                                  | Маттео Сальвіні       | LN                               |
| Заступник прем'єр-міністра, міністр економічного розвитку, робота та соціальна політика | Луїджі Ді Майо        | M5S                              |
| Міністр юстиції                                                                         | Альфонсо Бонафеде     | M5S                              |
| Міністр закордонних справ                                                               | Енцо Моаверо-Міланезі | безпартійний                     |
| Міністр оборони                                                                         | Елізабетта Трента     | безпартійний (запропоновано M5S) |
| Міністр економіки та фінансів                                                           | Джованні Тріа         | безпартійний                     |
| Міністр інфраструктури та транспорту                                                    | Данило Тонінеллі      | M5S                              |
| Міністр культури                                                                        | Альберто Бонізолі     | безпартійний (запропоновано M5S) |
| Міністр охорони здоров'я                                                                | Джулія Грілло         | M5S                              |
| Міністр освіти, вищої освіти та дослідження                                             | Марко Буссетті        | безпартійний (запропоновано LN)  |
| Міністр охорони навколишнього середовища                                                | Серджіо Коста         | безпартійний (запропоновано M5S) |
| Міністр сільського господарства та лісового господарства                                | Джан Марко Сцентієно  | LN                               |
| Міністр за контакти з парламентом і прямої демократії                                   | Ріккардо Фраккаро     | M5S                              |
| Міністр державного управління                                                           | Джулія Бонджорно      | LN                               |
| Міністр регіональних справ та автономії                                                 | Еріка Стефані         | LN                               |
| Міністр південних регіонів                                                              | Барбара Лецці         | M5S                              |
| Міністр у справах сім'ї та інвалідів                                                    | Лоренцо Фонтана       | LN                               |
| Міністр європейських справ                                                              | Паоло Савона          | безпартійний (запропоновано LN)  |